# Henry Cow
Henry Cow war eine britische Jazz- bzw. Artrock-Gruppe, die zwischen 1968 und 1979 in verschiedenen Besetzungen spielte.

## Geschichte
Als Teil der sogenannten Canterbury-Szene wurde Henry Cow 1968 von Fred Frith und Tim Hodgkinson in Cambridge gegründet. Der Bandname wurde verschiedentlich auf den Avantgarde-Komponisten Henry Cowell zurückgeführt, die Bandmitglieder haben das aber stets bestritten. Nach einigen Umbesetzungen stabilisierten Schlagzeuger Chris Cutler und Bassist John Greaves die Band. An die Stelle des Saxophonisten Geoff Leigh trat 1974 Lindsay Cooper, die neben Fagott auch weitere Blasinstrumente spielte. 1973 unterschrieb Henry Cow einen Plattenvertrag bei dem damals neuen und unabhängigen Label Virgin Records. Diese Zusammenarbeit entsprach den Wünschen der Musiker nach vollständiger Kontrolle über ihre Platten und schien mit dem Debütalbum Legend (auch Leg End) zunächst auch kommerziell zufriedenstellend. Während die Experimentierfreudigkeit der Gruppe zunehmend deutlicher wurde, erlahmte das Interesse des britischen Publikums, Auftritte wurden seltener und von der Band wieder selbst organisiert. Erfolgreich waren sie weiterhin in Kontinentaleuropa.
1974 und 1975 erschienen zwei Platten, die gemeinsam mit dem Trio Slapp Happy aufgenommen wurden: Desperate Straights und In Praise Of Learning. 1975 stieß deren deutsche Sängerin Dagmar Krause zu Henry Cow.
Nach dem Erscheinen von Concerts wurde 1976 der Plattenvertrag mit Virgin gekündigt, da dieser aufgrund der vertraglich festgelegten Produktionskosten nur zur Verschuldung der Band führte. Die Band produzierte nun ihre Alben selbst und erreichte ökonomische Tragfähigkeit. Mit der Gründung der beiden Nachfolge-Gruppen Art Bears und Feminist Improvising Group wurde die Band aufgelöst. Die letzte Platte von Henry Cow, Western Culture, wurde erst 1979 aufgenommen und veröffentlicht. Auf ihr spielen bereits mehrere Musikerinnen der Feminist Improvising Group mit (Irène Schweizer, Georgie Born und Annemarie Roelofs).

## Stil
Henry Cow, eine dezidiert politisch linksgerichtete, zeitweise auch als Kollektiv organisierte Formation, lässt vielgestaltige Einflüsse erkennen: Neben allgemeinen Charakterzügen des Progressive Rock spielt insbesondere die aus dem Jazz übernommene freie Improvisation eine große Rolle. Andererseits wurden auch Avantgardisten der Neuen Musik rezipiert, etwa Olivier Messiaen, aber auch Kurt Weill. Die Musik von Henry Cow überschritt in diesem Amalgierungsprozess bewusst und typischerweise sehr spielerisch die Grenzen der Tonalität und reicherte die Songs dabei auch mit parodistischen Episoden an. Neben komplexen Taktarten spielten abmischungs- bzw. aufnahmetechnische Manipulationen eine große Rolle.
Vor allem auf einige britische Bands hatte Henry Cow großen Einfluss. „Concerts“ wurde in die Liste The Wire’s „100 Records That Set the World on Fire (While No One Was Listening)“ aufgenommen.

## Diskografie
- Legend (1973)
- Unrest (1974)
- Greasy Truckers Live at Dingwalls Dance Hall (1973; Doppel-LP mit Camel, Global Village Trucking Co und Gong)
- Desperate Straights (1975)
- In Praise of Learning (1975)
- Concerts (1976) (mit Robert Wyatt)
- Western Culture (1978)
- Stockholm & Göteborg (2008, aufgenommen 1975 und 1977)
- 40th Anniversary Box (1971–1978)[2]